# لاكا (أسطورة)

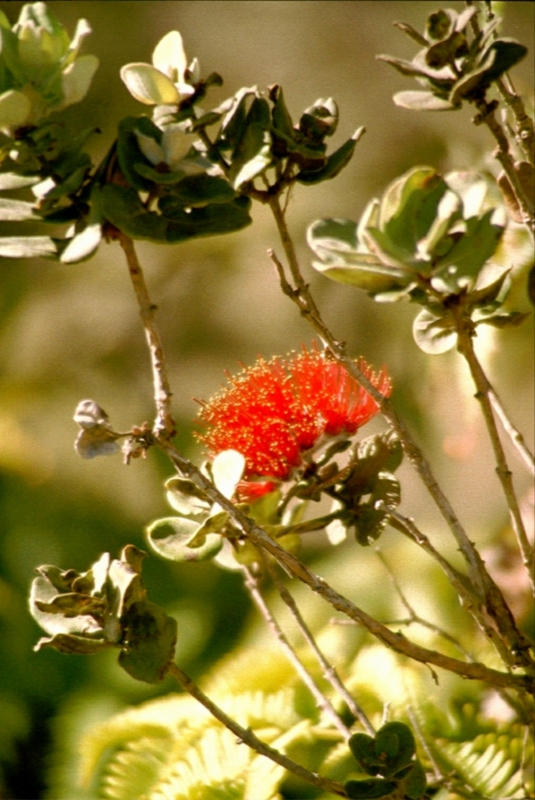
زهرة لهوع الحمراء

لاكا (بالإنجليزية: Laka)‏ إلهة الرقص في ديانة بولنیزیا - جزر هاوای - وهي إلهة صغيرة، لكنها تنال رغم ذلك الاحترام والتوقير بين سكان الجزر في طقوس من الأغاني التي تعبر عن اللذة والرقص والإباحية الجنسية. ولاكا ربة الخصب والأغنية والرقص في هاواي، وبالأخص ربة العواصف الماطرة. إنها رئيسة راقصي رقصة الهيلا هيلا. وهي ربة شعبية تتضمن عبادتها وضع أكاليل الزهور على معبدها المقدس هالو Halau وتبدو في كثير من الترانيم والصلوات التي يحفظها راقصو الهيلا. ولاكا هي ابنة كابو Kapo وأخت بيلي Pele ربة النار مع أن تجليات لاكا في الأسطورة هي أنها صديقة بيلي وليست قريبتها. وقد تزوجت من لونو Lono.